# 이혜영 (1962년)
이혜영(1962년 11월 25일 ~ )은 대한민국의 배우이다.

## 생애
1962년 11월 25일 서울에서 출생하였다. 아버지는 영화감독 이만희이다. 1981년 뮤지컬 배우로 데뷔함으로써 연기 활동을 시작하였다.

## 학력
- 서울수송국민학교 (졸업)
- 상명대학교 사범대학 부속여자중학교 (졸업)
- 성정여자고등학교 (졸업)

## 출연작품

### 연극
1981년《사운드 오브 뮤직》으로 뮤지컬 활동을 시작하였다. 《에비타》, 《피터조신》, 《빠담 빠담 빠담》 출연한 바 있다. 일반 연극으로는 《문제적 인간 연산》 (1995), 《집》 (1994), 《배신》 (1992), 《안토니오와 클레오파트라》 (1990), 《사의찬미》 (1988), 《햄릿》 (1999), 《헤다 가블러》 (2012) 등에 출연했다. 1998년에는 가극 《눈물의 여왕》에 참여했다.

### 영화
- 《엄마 결혼식》(1982년)
- 《김마리라는 부인》(1983년)
- 《무릎과 무릎 사이》(1984년)
- 《땡볕》(1985년)
- 《겨울 나그네》(1986년)
- 《여왕벌》(1986년)
- 《티켓》(1986년)
- 《뛰는 자 나는 자》(1986년)
- 《전쟁과 명예》(1986년)
- 《거리의 악사》(1987년)
- 《바람부는 날에도 꽃은 피고》(1987년)
- 《두 여자의 집》(1987년)
- 《제2의 성》(1988년)
- 《위험한 향기》(1988년)
- 《성공시대》(1988년)
- 《사방지》(1988년)
- 《추락하는 것은 날개가 있다》(1990년)
- 《코리안 커넥션》(1990년)
- 《남부군》(1990년)
- 《겨울 꿈은 날지 않는다》(1991년)
- 《개벽》(1991년)
- 《피와 불》(1991년)
- 《명자 아끼꼬 쏘냐》(1992년)
- 《화엄경》(1993년)
- 《아주 특별한 변신》(1994년)
- 《헤어드레서》(1995년)
- 《피도 눈물도 없이》(2002년)
- 《하류인생》(2004년)
- 《더 게임》(2008년)
- 《나와 봄날의 약속》(2018년) - 요쿠루트 맘 역 (특별출연)
- 《당신 얼굴 앞에서》(2021년) - 상옥 역
- 《해피 뉴 이어》(2021년) - 캐서린 역
- 《소설가의 영화》(2022년) - 준희 역
- 《앵커》(2022년) - 이소정 역
- 《탑》 (2022년)
- 《여행자의 필요》 (2024년) - 원주 역
- 《파과》 (2025년) - 조각 역

### 드라마
- 《미안하다, 사랑한다》 (KBS2) - 오들희 역
- 《웃는 얼굴로 돌아보라》 (KBS2) - 고운비 역
- 《꽃보다 남자》 (KBS2) - 강희수 역
- 《내 마음이 들리니》 (MBC) - 태현숙 역
- 《패션 70's》 (SBS) - 장봉실 역
- 《마더》 (tvN) - 차영신 (강영신) 역
- 《무법 변호사》 (tvN) - 차문숙 역
- 《킬힐》 (tvN) - 기모란 역
- 《카지노》 (Disney+) - 고영희 역
- 《우리, 집》 (MBC) - 홍사강 역

### 연극
- 《메디아》 (2017년) - 메디아 역

### 방송
- 1991~1992《SBS 뉴스쇼》 (SBS) 이계진 과 공동진행

### 광고
- BYC 마즈브라(1991년)
- 사조대림 해표김 (1988년,1992년)
- 사조대림 해표선물세트 (1989년)
- BYC 4타임거들 (1990년)
- 사조대림 해표식용유, 참기름, 옥수수유(1988년, 1992년,1994년)

## 수상
- 1986년 제22회 백상예술대상 영화부문 여자 신인연기상 《여왕벌》
- 1986년 제25회 대종상 여우조연상《겨울나그네》
- 1988년 제24회 백상예술대상 영화부문 인기상
- 1989년 제25회 백상예술대상 영화부문 여자 최우수연기상《성공시대》
- 1992년 제13회 청룡영화상 여우조연상《명자 아끼꼬 소냐》
- 1992년 제30회 대종상 여우조연상《명자 아끼꼬 소냐》
- 1995년 제31회 백상예술대상 연극부문 여자 최우수연기상《집》
- 1996년 제32회 동아연극상 여자연기상
- 2012년 제5회 대한민국연극대상 여자연기상
- 2013년 제49회 동아연극상 여자연기상
- 2022년 제58회 백상예술대상 영화부문 여자 최우수연기상 《당신얼굴 앞에서》
- 2022년 제19회 국제시네필협회상 여우주연상 《당신얼굴 앞에서》
- 2022년 제23회 부산영화평론가협회상 여자연기자상 《당신얼굴 앞에서》

## 같이 보기
- 김진아